# VIXX
VIXX (кор. 빅스, ч. "викс", акроним за "Voice, Visual, Value in Excelsis") је јужнокорејска група настала 2012. кроз ријалити шоу MyDOL, и сачињена је од пет чланова: Ен, Лео, Кен, Рави, и Хјук. Хонгбин је напустио групу 7. августа 2020. Познати су по својим концептима и наступима кроз које њихова музика, текстови и целокупни перформанс представљаљу једну причу или концепт.

## Историја

### 2012-2013:MyDOL, деби,HydeиVoodoo
Пре дебија, свих шест чланова су били учесници у ријалити шоу званом MyDOL који је организовала њихова компанија. Заједно са још четворицом учесника, који су такође били под Jellyfish Entertainment-ом, су се такмичили за место у групи. Неколико чланова су се појавили и у спотовима других певача из исте компаније.
VIXX су дебитовали 24. маја 2012. године са синглом "Super Hero." У августу су објавили свој други сингл, "Rock Your Body." Први наступ ван Јужне Кореје је био у Балтимору, у држаби Мериленд, на Отакон конвенцији. Са многобројним другим кеј-поп групама су настипули на KCON 2012 13. октобра.
Трећи сингл, "On and On" објавили су 17. јануара 2013. док су први мини-албум објавили 20. маја, под називом "Hyde" са истоименим синглом. Током октобра и новембра су имали своју прву турнеју, под назибом "The Milky Way," и наступали су у Јужној Кореји, Јапану, Италији, Шведској, Малезији и Америци.
25. новембра објављују први албум, "VOODOO", са синглом "Voodoo Doll" са којим су успели да освоје прво место на Music Bank-у, што им је уједно био и први пут да побеђују на неком музичком програму.

### 2014-2015:Darkest Angel,Error,Boys' Record, VIXX LR иChained Up
Четврти сингл, "Eternity," објавили су 27. маја 2014.
19. маја најављено је да ће VIXX збанично дебитовати у Јапану 2. јула са албумом "Darkest Angel." Албум се налазио на 10. месту на Орикон чарту десет узастопних недеља, и продато је 12,332 примерка. Од јула до септембра наступали су у Јапану и у неколико земаља по Европи у склопу прве VIXX Live Fantasia турнеје под називом Hex Sign. 14. октобра објављују други мини-албум "Error," са истоименим синглом. 10. децембра објављују јапанску верзију сингла "Error."
9. фебруара 2015. године су позвани на KKBOX Music Awards и тиме постали прва корејска група позвана на тај догађај. Специјални сингл, "Boys' Record," објављују 24. фебруара, укључујући и спот за песму "Love Equation." Са овом песмом су освојили савршени "ол-кил" на свим музичким програмима. Од марта до маја наступали су по Јужној Кореји, али и у Јапану, Сингапуру и на Филипинима, у склопу друге VIXX Live Fantasia турнеје под називом Utopia. 18. марта дебитују и на Кинеско и Тајванско тржиште са песмом "命中注定 (Destiny Love)", препевом песме Харлема Јуа, а касније су и објавили верзију песме "Error" на кинеском, кроз платформу QQ у Кини, и KKBOX у Тајвану.
VIXX LR је прва под-група VIXX-а, у којој се налазе Лео и Рави. Дебитовали су са мини-албумом "Beautiful Liar", 17. августа 2015.
Други јапански сингл, "Can't Say", објављују 9. септембра, док други корејски албум, "Chained Up," објављују 10. новембра, укључујући и спот за истоимену песму.

### 2016:Depend On Me,Conception: Zelos, HadesиKratos
18. јануара, објављују свој први саудтрек, песму "Alive", за драму Moorim School: Saga of the Brave, у којој је један од главних глумаца Хонгбин. Први јапански албум, под називом "Depend On Me", објављују 27. јануара, који се истог дана нашао на 4. месту дневног Орикон чарта. Други саундтрек за драму Moorim School, под називом "The King", објављују 1. фебруара.
19. априла објављују пети сингл "Zelos" и спот за песму "Dynamite", што уједно означава и почетак целогодишњег пројекта VIXX 2016 Conception, инспирисан грчком митологијом и кроз који ће VIXX показати свој спектрум музичког умећа и владања концептима. Сингл "Zelos" се пласирао на прво место Гаон албзмског чарта и продато је 89,910 примерака у априлу, док се песма  "Dynamite" нашла на 14. месту Гаон дигиталног чарта и на 4. месту Billboard World Digital Songs чарта.
Трећи јапански сингл, "Hana-Kaze (花風)", објављен 29. јуна, нашао се на 3. месту Орикон албумског чарта и продат је био у 32,411 примерака.
Шести сингл, уједно и други сингл у склопу VIXX 2016 Conception, "Hades," објављују 12. августа. Cпот за песму "Fantasy" је објављен два дана касније. Сингл "Hades" нашао се на првом месту Гаон албумског чарта, док се песма "Fantasy" нашла на 22. месту Гаон дигиталног чарта и на 5. месту Billboard World Digital Songs чарта. У августу је продато 97,222 примерака.
Последњи део VIXX 2016 Conception трилогије, уједно и седми сингл, "Kratos" објављен је 31. окробра, заједно са спотом за песму "The Closer." "Kratos" се нашао на 2. месту Гаон албумског чарта, на 5. месту Тајванског FIVE-MUSIC Korea-Japan чарта и Billboard World Albums чарта, док се песма "The Closer" нашла на 8. месту Гаон дигиталног чарта и на 14. месту Billboard World Digital Songs чарта. Продато је 57,456 примерака у октобру.
Да би прославили завршетак VIXX 2016 Conception трилогије, VIXX објављују компилациони албум "VIXX 2016 Conception Ker" 21. новембра, као и спот за нову песму "Milky Way." Албум се нашао на другом месту Гаон албумског чарта и продато је 18,082 примерка у новембру.

### 2017-данас:Shangri-La,Eau de VIXX,Reincarnation,Walking
"Shangri-La" је четврти мини-албум, објављен 15. маја 2017, који је део троделног фестивала званог VIXX V FESTIVAL, организованог ради прославе пет година од дебија групе. Спот за песму "도원경/桃源境 (Shangri-La)" објављен је истог дана. Мини-албум се нашао на другом месту Гаон албумског чарта, 3. месту Тајванског FIVE-MUSIC Korea-Japan чарта и 4. месту Billboard World Albums чарта, док се песма "도원경/桃源境 (Shangri-La)" нашла на 13. месту Гаон дигиталног чарта и 6. месту Billboard World Digital Songs чарта. Продато је укупно 73,116 примерака у мају.
Трећи албум, "Eau de VIXX", објављују 17. априла 2018. године, укључујући и спот за песму "향 (Scientist)" инспирисану мирисима. Албум се нашао на 1. месту недељног Гаон албумског чарта и на 3. месту Billboard's US World albums чарта. 
28. септембра 2018. године објављују трећи јапански албум, "Reincarnation" који садржи песме са "Eau de VIXX" албума као и нове песме.
Сингл "Walking" објављују 1. фебруара 2019. године, у знак захвалности према фановима као и да би охрабрили фанове пре него што два члана оду да служе војни рок.
4. марта 2019. године Ен одлази у војску.
24. маја, Лео, Кен, Хонгбин и Хјук су одлучили да обнове уговор са Jellyfish Entertainment-ом, док је Рави одлучио да напусти компанију и оснује своју, али ће он и даље бити члан групе. Ен није продужио свој уговор јер је отишао у војску, и компанија ће о томе са њим разговарати када заврши са роком.
Лео ће отићи у војску 2. децембра, али због тешког паничног поремећаја и депресије неће служити као активни војник.

## Чланови
| Јавно име    | Јавно име | Право име     | Право име | Позиција          | Датум рођења        |
| Романизација | Хангул    | Романизација  | Хангул    | Позиција          | Датум рођења        |
| ------------ | --------- | ------------- | --------- | ----------------- | ------------------- |
| N            | 엔        | Cha Hakyeon   | 차학연    | вођа групе, вокал | 30. јун 1990.       |
| Leo          | 레오      | Jung Taekwoon | 정택운    | главни вокал      | 10. новембар 1990.  |
| Ken          | 켄        | Lee Jaehwan   | 이재환    | главни вокал      | 6. април 1992.      |
| Ravi         | 라비      | Kim Wonsik    | 김원식    | реп               | 15. фебруар 1993.   |
| Hongbin      | 홍빈      | Lee Hongbin   | 이홍빈    | вокал             | 29. септембар 1993. |
| Hyuk         | 혁        | Han Sanghyuk  | 한상혁    | вокал             | 5. јул 1995.        |

## Дискографија

### Албуми

#### корејски албуми
- VOODOO (2013)
- Chained Up (2015)
- Eau de VIXX (2018)

#### јапански албуми
- Depend On Me (2016)
- Reincarnation (2018)

### Синглови

#### корејски синглови
- Super Hero (2012)
- Rock Ur Body (2012)
- On and On (2013)
- Eternity (2014)
- Boys' Record (2015)
- Zelos (2016)
- Hades (2016)

#### јапански синглови
- Error (2014)
- Can't Say (2015)
- Hana-Kaze (花風) (2016)

### Компилациони албуми
- Darkest Angels (2014)
- VIXX 2016 Conception Ker (2016)

### ЕП

#### корејски еп
- Hyde (2013)
- Error (2014)
- Kratos (2016)
- Shangri-La (2017)

#### jапански еп
- Lalala ~ Aiwo Arigatou ~ (ラララ ～愛をありがとう～) (2017)